# ورزشگاه ملی سابق، سنگاپور
ورزشگاه ملی سابق سنگاپور یک ورزشگاه چند منظوره در کالنگ بود که در ژوئیه ۱۹۷۳ افتتاح شد و در ۳۰ ژوئن ۲۰۰۷ تعطیل شد. این ورزشگاه از سال ۲۰۱۰ تا ۲۰۱۱ به دلیل توسعه مرکز ورزشی سنگاپور که در آن ورزشگاه ملی سنگاپور جانشین آن شد، تخریب شد. در طول تعطیل شدن آن از ۲۰۰۷ تا ۲۰۱۴، برنامه‌های ورزش در سکوی شناور شناور خلیج مارینا و ورزشگاه جلان بشار برگزار شد.
این ورزشگاه خانه فوتبال سنگاپور بود که در فوتبال داخلی مالزی و تیم ملی سنگاپور بازی می‌کرد. همچنین میزبان دیدار پایانی جام سنگاپور، اولین بار در سال ۱۹۹۶و مرحله دوم مسابقات دیدار پایانی مسابقات قهرمانی جام ببر ۲۰۰۴.
علاوه بر مسابقات فوتبال، این ورزشگاه میزبان بازی‌های ۱۹۷۳، ۱۹۸۳ و ۱۹۹۳ آسیای جنوب شرقی، رژه روز نیروهای مسلح سنگاپور و مراسم افتتاحیه جشنواره جوانان دوسالانه سنگاپور و همچنین بسیاری از برنامه‌های موسیقی و فرهنگی بود. این مکان اصلی برای رژه روز ملی بود.

## امکانات
ورزشگاه ملی علاوه بر سایر امکانات دیگر از جمله میزهای تنیس روی میز، یک اتاق اوزان و یک سالن ورزشی، دارای یک پیست هشت خطه و زمین فوتبال است که در زیر غرفه تماشاگر قرار گرفته‌است.
در حالی که این تسهیلات غالباً برای مسابقات ورزشی پرمصرف مورد استفاده قرار می‌گرفت، می‌توان از آنها توسط اعضای عمومی و سایر سازمان‌های محلی نیز با هزینه اسمی استفاده کرد. به عنوان مثال، اگر در غیر این صورت مورد استفاده قرار نگیرد، می‌توان مسیر در حال اجرا را برای هر ورودی ۰٫۵۰ دلار استفاده کرد.
دفتر مرکزی شورای ورزشی سنگاپور در ۱۵ جاده ورزشگاه قرار داشت.

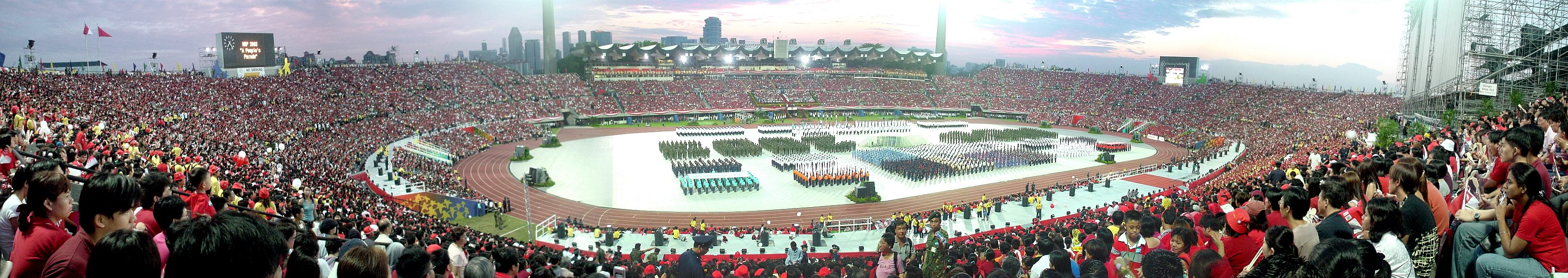
نمایش پیش نمایش رژه روز ملی که در سال ۲۰۰۳ در ورزشگاه ملی برگزار شد

## تاریخچه

### مفهوم سازی

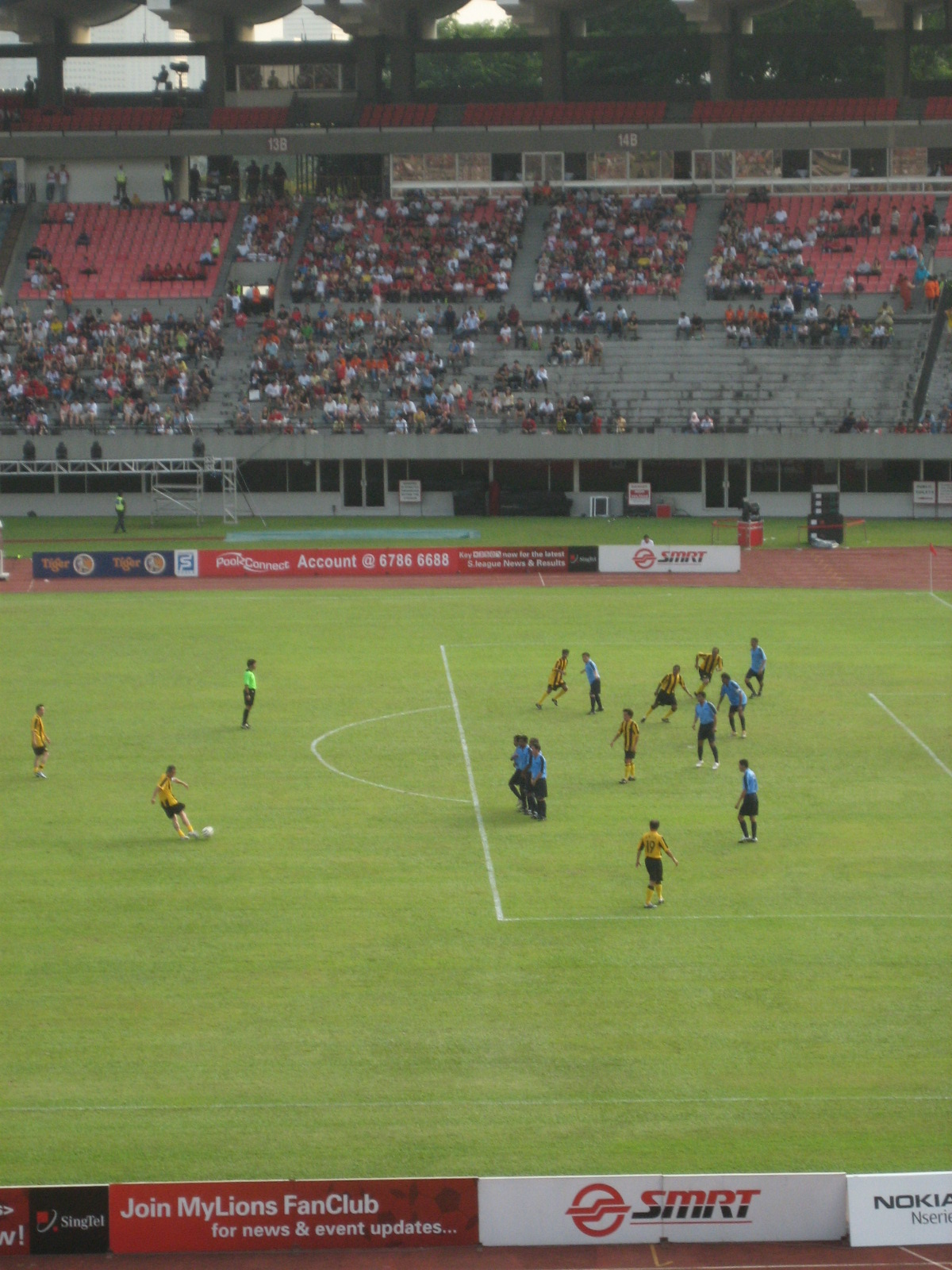
یکی از بازی‌های نهایی فوتبال که در ژوئن ۲۰۰۷ در کالنگ برگزار شد

به زودی پس از پایان جنگ جهانی دوم، با حرکت سنگاپور به سمت خودمختاری و استقلال، سر و صدایی برای ورزشگاه ملی آغاز شد.

###### بسته

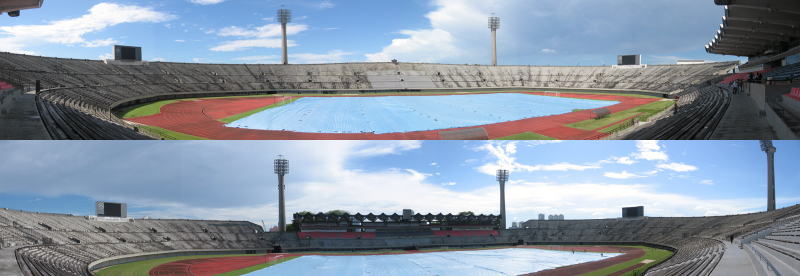
عکسهای به هم پیوسته از ورزشگاه ملی، به سمت ورودی شرقی (بالا) و ورودی غربی (پایین).